# 方廷瓦利
方廷瓦利是美国加利福尼亚州橘郡下属的一座城市。建市于1957年6月13日，面积大约为9.02平方英里（23.4平方公里）。根据2010年美国人口普查，该市有人口55,313人。